# Delahaye Type 24
Der Delahaye Type 24 ist ein frühes Pkw-Modell. Hersteller war Automobiles Delahaye in Frankreich.

## Beschreibung
Das Modell erschien 1904 als Ergänzung zum Zweizylindermodell Delahaye Type 10. Bereits 1905 wurde es wieder eingestellt.
Der Vierzylinder-Viertakt-Ottomotor war in Frankreich mit 12–14 CV eingestuft. Er leistet 14 PS. Der Zylinderkopf ist nicht abnehmbar. Der Motor ist vorn im Fahrgestell eingebaut und treibt über eine Kette die Hinterachse an.
Die Karosseriebauformen Tonneau, Doppelphaeton, Phaeton, viersitzige Limousine, sechssitzige Pullman-Limousine, Coupé und Landaulet sowie die Preise entsprachen dem Type 10.